# Лижма (река, впадает в Онежское озеро)
Ли́жма — река в России, протекает по Кондопожскому району Республике Карелия.
Длина реки составляет 67 км, площадь водосборного бассейна 934 км². Верхняя Лижма берёт своё начало из ручья Калаоя и течёт в южном и юго-западно направлении впадая в Лижмозеро. Из озера вытекает Средняя Лижма или просто Лижма, ниже по течения река протекает через Кедрозеро и Тарасмозеро, впадая в Малую Лижемскую губу Онежского озера. Ближе к устью на реке расположено одноимённая деревня.

## Бассейн
К бассейну Лижмы относятся водотоки:
- Шейчугручей (впадает в Лижмозеро)
- Елгамка (впадает в Лижмозеро)
- Шайдомка (приток Елгамки)
- Ловнодручей (впадает в Шайдомозеро)
- Видручей (впадает в Шайдомозеро)
- Ваназручей (впадает в Шайдомозеро)
- Кондозерка (впадает в Кедрозеро)
- Сяргежа (приток Кондозерки)

и водоёмы:
- Шайдомозеро (исток Шайдомки)
- Терскина Ламбина (бассейн Шайдомки)
- Порошозеро (бассейн Лижмы)
- Синягозеро (бассейн Лижмы)
- Гавгозеро (бассейн Кондозерки)
- Кондозеро (исток Кондозерки)

## Данные водного реестра
По данным государственного водного реестра России относится к Балтийскому бассейновому округу, водохозяйственный участок реки — Бассейн Онежского озера без рек: Шуя, Суна, Водла и Вытегра, речной подбассейн реки — Свирь (включая реки бассейна Онежского озера). Относится к речному бассейну реки Нева (включая бассейны рек Онежского и Ладожского озера).
Код объекта в государственном водном реестре — 01040100612102000015389.